# Conan (Loir-et-Cher)
Conan település Franciaországban, Loir-et-Cher megyében. Lakosainak száma 161 fő (2022. január 1.). Conan Averdon, Boisseau, Champigny-en-Beauce, Maves és Rhodon községekkel határos.

## Népesség
A település népességének változása:
| Lakosok száma | 229  | 170  | 157  | 190  | 207  | 187  | 175  | 170  | 167  | 161  |
|               | 1968 | 1982 | 1990 | 2006 | 2013 | 2015 | 2017 | 2019 | 2020 | 2022 |